# 무가정권
무가정권(일본어: 武家政権 ぶけせいけん[*])은 일본의 역사에서 가마쿠라 시대에서 에도 시대까지 무가의 두령을 장으로 하여, 지역사회를 실효지배하는 무사층을 장악한 중앙정부를 가리킨다. 무사정권(일본어: 武士政権 ぶしせいけん[*])이라고도 한다.
본래 12세기 후반 미나모토노 요리토모에 의해 가마쿠라 막부가 성립되었을 때부터 1867년 도쿠가와 요시노부가 대정봉환을 할 때까지 약 680년간의 기간을 가리켰으나, 현재는 가마쿠라 막부 성립 20여년 전으로 거슬러 올라가는 다이라노 기요모리의 헤이시 정권을 무가정권의 시초로 보는 설이 유력하다.
무가정권이란 막부와 일치하는 개념이 아니며, 막부 이외의 방법으로 무가정권을 확립한 예도 있다. 헤이시 정권은 천황의 외척으로 정권을 장악했고, 호소카와 정권과 미요시 정권은 막부를 허수아비로 만들어 조종했다. 오다 정권과 도요토미 정권은 센고쿠 다이묘의 통치기구를 모체로 하여 강력한 중앙집권체제를 이루고 천황과 조정의 권위를 이용했다. 애초에 "막부"가 정권을 가리키는 명칭으로 굳어진 것은 에도 시대 중기 이후로서 성립 시점에서 스스로를 막부라고 칭한 무가정권은 존재하지 않는다.
아시카가씨의 무로마치 막부와 도쿠가와씨의 에도 막부는 막부의 수장인 정이대장군 직위를 씨족의 남자 혈통을 따라 세습하는 일종의 왕조와 같았다.